# Skola vi väl alla mötas
Skola vi väl alla mötas eller Får vi alla en gång mötas är en psalmtext i Sankeys sånger, skriven 1958 av Horace Lorenzo Hastings. Musiken är skriven av Elihu S. Rice. Psalmen har sex 4-radiga verser och en refräng.

## Översättningar till svenska

### Skola vi väl alla mötas
Erik Nyström översatte texten till svenska. Psalmen har sex 4-radiga verser och en refräng som lyder:
Möts vi då? Möts vi då
På den andra sidan floden?
Få vi mötas bortom floden,
Dit ej några stormar nå?

### Får vi alla en gång mötas
Texten översattes till svenska 1880 av Jonas Stadling.

## Publicerad i
- Sånger till Lammets lof 1877 som nr 89 med titeln "Möts vi då?" med hänvisning till Es. 35: 10 i Bibeln.
- Hemlandssånger 1891 och 1891, som nr 169 under rubriken "Kyrkan — Gudstjänsten".
- Herde-Rösten 1892 som nr 109 under rubriken "Troendes hädanfärd". under rubriken "Troendes hädanfärd".
- Svensk söndagsskolsångbok 1908 som nr 255 under rubriken "Hemlandssånger".
- Lilla Psalmisten 1909 som nr 238 med inledningen Få vi alla en gång mötas under rubriken "Hemlandssånger".
- Svenska Missionsförbundets sångbok 1920 som nr 661 under rubriken "Begravning."
- Segertoner 1930 som nr 452 under rubriken "Begravningssånger".[2]
- Sions Sånger 1981 nr 260 under rubriken "Det eviga livet".
- Segertoner 1988 som nr 649 under rubriken "Livets gåva och gräns".[1]